# فرانک فوربرگر
فرانک فوربرگر (انگلیسی: Frank Forberger; ۵ مارس ۱۹۴۳ – ۳۰ سپتامبر ۱۹۹۸) قایقران روئینگ اهل آلمان شرقی بود.
وی در مسابقات کشوری و بین‌المللی در مجموع برندهٔ ۶ مدال طلا، ۱ مدال نقره شده‌است.